# Ingemar Rexed
Gunnar Georg Ingemar Rexed, född 21 november 1932, död 27 maj 2006, var en svensk jurist. Han var far till Eva Rexed. 
Han var bland annat hovrättsråd i Svea hovrätt och revisionssekreterare i Högsta domstolen, samt var sekreterare i Narkomanvårdskommittén på 1960-talet.